# Präfertilisationsdiagnostik
| Untersuchungen in der Fortpflanzungsmedizin |
| --- |
| Präfertilisationsdiagnostik: Untersuchung der Eizelle vor der Befruchtung Präimplantationsdiagnostik: Untersuchung des Embryo vor der Einpflanzung in die Gebärmutter Pränataldiagnostik: Untersuchung des Fötus vor der Geburt |

Die Präkonzeptions- oder Präfertilisationsdiagnostik ist eine gentechnische Methode, um bei einer künstlichen Befruchtung genetische Defekte zu erkennen, damit danach entschieden werden kann, ob die Zygote in die Gebärmutter eingepflanzt werden soll.
Nach ihrer methodischen Vorgehensweise wird sie auch als Polkörperdiagnostik bezeichnet. Bei diesem Verfahren werden, kurz nach dem Eindringen des Spermiums in die Eizelle, aber noch vor der vollständigen Befruchtung, die Polkörper der Eizelle entnommen (Polkörperbiopsie) und zur genetischen Diagnose verwendet. Der Nachteil dieser Methode ist, dass die Untersuchung nur auf die genetischen Anlagen der mütterlichen Eizelle beschränkt ist und mögliche Defekte des Spermiums nicht erfasst.
In Deutschland ist dieses Verfahren nach Embryonenschutzgesetz zugelassen und wird im Rahmen einer assistierten Reproduktion von Reproduktionsmedizinern angewendet.